# Novina (nakladatelství)
Novina, tiskařské a vydavatelské družstvo se stalo v období prvorepublikového Československa druhým nejvýznamnějším tiskovým koncernem ve vlastnictví Republikánské strany zemědělského a malorolnického lidu (agrárníků). Již před první světovou válkou soustředili agrárníci vydávání tisku do svého Tiskařského a vydavatelského družstva rolnického (předsedou byl zvolen rolnický novinář a sedlák Jan Antonín Prokůpek).
V roce 1917 se tiskařské a vydavatelské družstvo přejmenovalo na Českomoravské podniky tiskařské a vydavatelské (u některých listů se po roce 1918 objevoval název Československé podniky tiskařské a vydavatelské), od června 1930 na Novinu, tiskařské a vydavatelské družstvo. Kromě největších a moderních tiskáren v Praze a v Brně vlastnila Novina své závody v Hradci Králové, Jičíně, Mladé Boleslavi, Plzni, Strakonicích, Havlíčkově Brodě, na Moravě v Přerově, Opavě a v Jihlavě. Novina si vybudovala sesterský podnik i v Bratislavě. 
Tiskařské podniky agrární strany vlastnily „Českomoravské knihkupectví v Praze”, „Slovenské knihkupectví v Bratislavě”, inzertní a novinářský závod Praga, zinkografický závod a nakladatelství „Svépomoc”. Novina si počátkem 30. let vybudovala v Praze na Florenci nový komplex s moderní tiskárnou a vydávala zejména tisk Republikánské strany zemědělského a malorolnického lidu, jejímž ústředním tiskovým orgánem byl deník Venkov, dále v Praze deníky Večer, Lidový deník nebo v Brně Svobodu, celou řadu regionálních deníků a časopisů jako Česká selka, Cep, Rozkvět, kulturní revue Brázda atd.

## Tisk
Novina, jakožto vydavatelství agrární strany produkovala řadu listů s ní spojenou. Hlavní tiskový orgán Selské noviny, deník Venkov a řadu regionálních týdeníků jako např. Cep, Rozkvět, Moravský venkov a Selské noviny v Olomouci. 

### Selské noviny
Založeny roku 1884 na Moravě, jako tiskový orgán strany z popudu Jana Jaroslava Demla. Vedl je Alfons Šťastný, lidový myslitel a filozof a byly určeny hlavně pro prosté rolníky. V roce 1890 byly ovšem noviny zastaveny, jelikož vláda se obávala rostoucího radikalismu hnutí. Po pouhých šesti týdnech, ale Šťastný noviny obnovil a až do roku 1912 vycházely na jeho náklady.

### Venkov
Agrární deník, založený 1906, který vycházel po celém území Československa. Díky práci šéfredaktora  Karla Jonáše do něj přispívali například F.X. Šalda, Arne Novák, Isidor Zahradník a další.